# Miguel Solís
Miguel Ángel Solís Lerma (Palmira, Valle del Cauca, Colombia; 7 de abril de 1983) era un futbolista colombiano. Jugo de portero y su último equipo fue Santa Fe de Colombia. Actualmente se encuentra retirado

## Clubes
| Club                 | País     | Año         | Partidos |
| -------------------- | -------- | ----------- | -------- |
| Cortuluá             | Colombia | 2002 - 2008 | 170      |
| Deportivo Pasto      | Colombia | 2009 - 2011 | 40       |
| San Francisco        | Panamá   | 2012        | 8        |
| Llaneros             | Colombia | 2013        | 40       |
| Atlético Bucaramanga | Colombia | 2014        | 12       |
| Unión Magdalena      | Colombia | 2015        | 46       |
| Santa Fe             | Colombia | 2016        | 0        |
| Atlético Huila       | Colombia | 2016        | 8        |
| Santa Fe             | Colombia | 2017 - 2019 | 16       |

## Palmarés

### Campeonatos nacionales
| Título                | Club            | País     | Año  |
| --------------------- | --------------- | -------- | ---- |
| Primera B             | Deportivo Pasto | Colombia | 2011 |
| Superliga de Colombia | Santa Fe        | Colombia | 2017 |